# Линхарт, Филипп
Фи́липп Ли́нхарт (нем. Philipp Lienhart; род. 11 июля 1996, Лилиенфельд, Лилинфельд) — австрийский футболист, защитник клуба «Фрайбург» и сборной Австрии. Участник чемпионатов Европы 2020 и 2024 годов.

## Клубная карьера
Линхарт — воспитанник клуба венского «Рапида». В 2014 году игрок на правах аренды перешёл в мадридский «Реал», где сезон отыграл за «Реал Мадрид C». В 2015 году Филипп подписал контракт и был включён в заявку на сезон, начав выступать за «Кастилью». 2 декабря в матче Кубка Испании против «Кадиса» он дебютировал за основной состав, заменив во втором тайме Хамеса Родригеса. Летом 2017 года Линхарт на правах аренды перешёл в немецкий «Фрайбург». 20 августа в матче против франкфуртского «Айнтрахта» он дебютировал в Бундеслиге. По окончании аренды клуб полностью выкупил трансфер за 2 млн евро. 17 октября 2020 года в поединке против бременского Вердера Филипп забил свой первый гол за Фрайбург. 

## Карьера в сборной
В 2014 году в составе юношеской сборной Австрии Линхарт принял участие в юношеском чемпионате Европы в Венгрии. На турнире он сыграл в матчах против команд Венгрии, Израиля, Португалии и Германии.
В 2015 году в составе молодёжной сборной Австрии принял участие в молодёжном чемпионате мира в Новой Зеландии. На турнире сыграл в матчах против команд Ганы, Аргентины и Узбекистана.
9 октября 2017 года в отборочном матче чемпионата мира 2018 против сборной Молдавии дебютировал за сборную Австрии.
В 2019 году в составе молодёжной сборной Австрии Линхарт принял участие в молодёжном чемпионате Европы в Италии. На турнире он сыграл в матчах против команд Сербии, Дании и Германии. В поединке против датчан Филипп забил гол.
В 2021 году Линхарт принял участие в чемпионате Европы. На турнире он сыграл в матчах против Северной Македонии и Нидерландов. 
16 ноября 2023 года в отборочном матче чемпионата Европы 2024 против сборной Эстонии Линхарт забил свой первый гол за национальную команду. 
В 2024 году Забитцер в третий раз принял участие в чемпиоанте Европы в Германии. На турнире он сыграл в матчах против сборных Польши, Нидерландов и Турции.

### Голы за сборную Австрии
| # | Дата            | Место                            | Противник | Счёт | Результат | Соревнование                       |
| - | --------------- | -------------------------------- | --------- | ---- | --------- | ---------------------------------- |
| 1 | 16 ноября 2023  | А. Ле Кок Арена, Таллин, Эстония | Эстония   | 0:2  | 0:2       | Чемпионат Европы 2024 квалификация |
| 2 | 10 октября 2024 | Райффайзен Арена, Линц, Австрия  | Казахстан | 2:0  | 4:0       | Лига наций УЕФА 2024/2025          |
| 3 | 13 октября 2024 | Райффайзен Арена, Линц, Австрия  | Норвегия  | 3:1  | 5:1       | Лига наций УЕФА 2024/2025          |